# 子农鼠刺
子农鼠刺（学名：Itea chingiana）为虎耳草科鼠刺属下的一个种。

## 扩展阅读
維基物種上的相關：子农鼠刺